# 1900년 하계 올림픽 육상 남자 마라톤

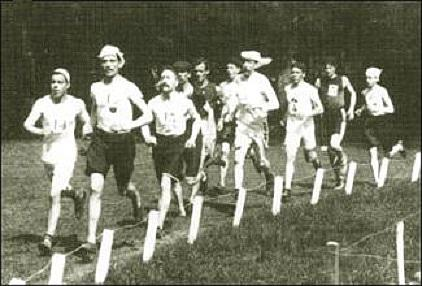
경기 초반 모습

1900년 하계 올림픽 육상 남자 마라톤은 프랑스 파리에서 개최된 1900년 하계 올림픽 육상의 세부 종목이다. 5개국에서 13명의 선수가 참가했으며, 7월 19일에 40.26km의 거리로 경기가 진행되었다.

## 기록

### 기존 기록
| 유형 | 선수                  | 기록    | 장소   | 날짜            |
| ---- | --------------------- | ------- | ------ | --------------- |
|      | -                     | -       | -      | -               |
|      | 스피리돈 루이스 (GRE) | 2:58:50 | 아테네 | 1896년 4월 10일 |

### 신기록
이번 대회에서 신기록은 경신되지 않았다.

## 경기 결과
| 순위 | 선수                     | 기록    |
| ---- | ------------------------ | ------- |
| 1    | 미셸 테아토 (FRA)        | 2:59:45 |
| 2    | 에밀 샴피옹 (FRA)        | 3:04:17 |
| 3    | 에른스트 파스트 (SWE)    | 3:37:14 |
| 4    | 외젠 베스 (FRA)          | 4:00:43 |
| 5    | 아서 L. 뉴턴 (USA)       | 4:04:12 |
| 6-7  | 딕 그랜트 (USA)          | 불명    |
| 6-7  | 로날드 J. 맥날드 (CAN)   | 불명    |
| —    | 오귀스트 마르셰 (FRA)    | DNF     |
| —    | 요한 뉘스트룀 (SWE)      | DNF     |
| —    | E. 이온 풀 (GBR)         | DNF     |
| —    | 프레더릭 랜들 (GBR)      | DNF     |
| —    | 윌리엄 사워드 (GBR)      | DNF     |
| —    | 조르주 투크 다오니 (FRA) | DNF     |

마라톤 경기는 낮 2시 30분에 40도에 가까운 찌는듯한 날씨 속에서 열렸으며 파리의 거리를 손상입혔다. 13명의 선수가 경기에 참가했으나 네 바퀴를 돌았을 때는 12명의 선수만이 경기를 계속했었다. 투크 다오니는 파스트가 그를 제칠 때까지 선두였으며 추월 당하자 경기를 포기했다. 파스트는 프랑스 선수하고 호흡을 맞추며 뛰는 것이 어려웠으며 그로인해 테아토하고 샴피옹에게 1, 2위를 내주었다. 7명의 선수만 경기를 마쳤다.

## 메달리스트
| 종목   | 금                   | 은                   | 동                       |
| ------ | -------------------- | -------------------- | ------------------------ |
| 마라톤 | 미셸 테아토 · 프랑스 | 에밀 샴피옹 · 프랑스 | 에른스트 파스트 · 스웨덴 |

## 참고 자료
- “1900년 하계 올림픽 육상 경기 결과”. 국제 올림픽 위원회. (영어)
- De Wael, Herman. 《Herman's Full Olympians: "Athletics 1900"》. 2006년 2월 11일에 원본 문서에서 보존된 문서. 2006년 3월 2일에 확인함.
- Mallon, Bill (1998). 《The 1900 Olympic Games, Results for All Competitors in All Events, with Commentary》. Jefferson, North Carolina: McFarland & Company, Inc., Publishers. ISBN 0-7864-0378-0.